# Штурм аула Гуниб 25 августа 1859 года
«Штурм аула Гуниб 25 августа 1859 года» — картина немецкого художника-баталиста Теодора Горшельта написана в 1867 году. Картина находится в Курском краеведческом музее. Она выполнена по заказу Владимира Ивановича Барятинского, брата фельдмаршала Барятинского. На картине изображён эпизод Кавказской войны — одна из сцен рукопашной схватки.

## Описание
Картина изображает взятие солдатами Апшеронского полка 25 августа 1859 года аула Гуниб — практически неприступной природной крепости. Гуниб был высокогорным аулом, укреплённым завалами из больших камней и деревьев. На подходах был устроены все возможные преграды и пикеты. Аул Гуниб — последняя твердыня Кавказского имамата, — считался неприступной крепостью, где после ряда поражений укрылся Шамиль вместе с мюридами.
Автор картины сам принимал участие в штурме Гуниба и, как очевидец событий, детально изобразил сцену боя. На картине изображен момент, когда на рассвете около 6 часов утра   поднявшиеся с южной стороны Гуниба солдаты Апшеронского полка вступили в бой с сотней мюридов. На полотне изображён бой на тесном горном выступе под громадами нависших скал. Апшеронцы идут в штыковую атаку, пытаясь прорваться сквозь укрепления горцев. Горцы отчаянно защищаются, при этом прикрывая собой единственное орудие. Справа в тени скалы сражается отдельная группа горцев. На них с фланга наступает вторая часть колонны штурмующих. Один из мюридов держит знамя газавата. Колонна апшеронцев теснит горцев, прижимая их к скале, мюриды все же готовы сражаться до конца и умереть, но не сдаваться. Кисти художника запечатлели самый разгар боя. Художник избежал внешних эффектов и грубого натурализма: на картине без ущерба для её выразительности практически нет крови. Это трезвое, реалистическое произведение мастера, хорошо скомпонованное, с отличной расстановкой и прорисовкой отдельных фигур. В картине преобладают тёмные насыщенные краски. Горшельту в перерывах между сражениями приходилось быстро набрасывать этюды, позже он их переносил на холсты. Это описывается в книге по его воспоминаниям, изданной в Германии, с иллюстрациями кавказских походных рисунков.
В этом бою ни А. И. Барятинский, ни Шамиль не принимали участия. Барятинский в это время находился в роще у подножия Гуниба, ожидая окончания штурма и надеясь на сдачу Шамиля. Имам был в ауле, от которого сотня мюридов — последних защитников Гуниба — были отрезаны апшеронцами. Но по просьбе заказчика картины Владимира Барятинского, брата главнокомандующего, оба они были изображены на картине в гуще боя. 
В центре картины среди апшеронцев хорошо виден офицер в черном мундире с погонами и в фуражке с красным околышем А. И. Барятинский, справа под скалой в коричневом чекмене и папахе имам Шамиль. В одной руке у него сабля, в другой кинжал. Над ним, в руках одного из наибов — личное знамя имама.
Фрагменты картины «Штурм аула Гуниб 25 августа 1859 года»

## История картины

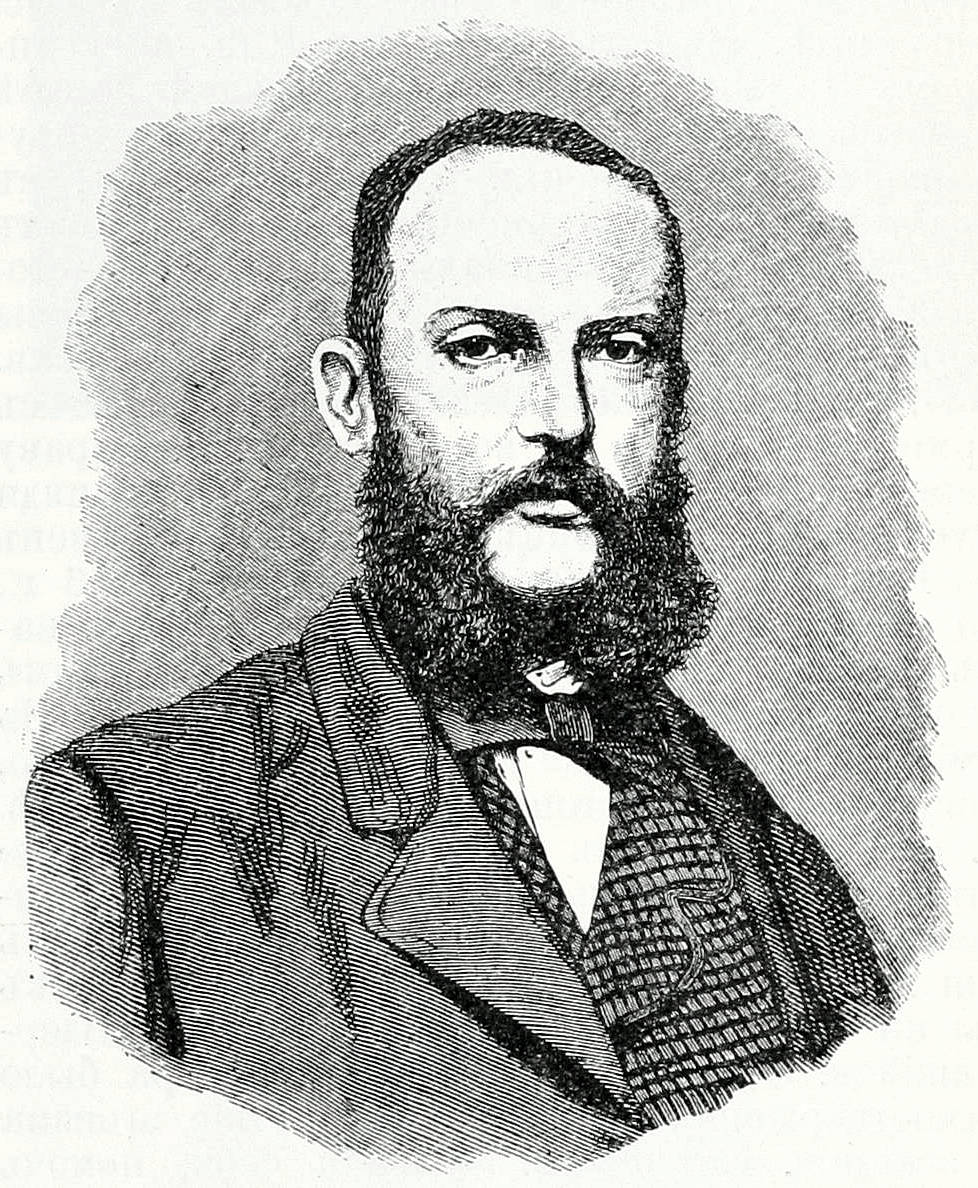
Теодор Горшельт

Живописец и рисовальщик Теодор Горшельт родился в Германии, обучался художественному мастерству в Мюнхенской академии художеств под руководством Германа Аншютца. В 1858 году Горшельт отправился на Кавказ. Сначала он был советником Крузенштерна в Тифлисе, потом перебрался на левый фланг Кавказской линии, где сопровождал поход генерала Вревского в Дагестан и принимал участие в зимней экспедиции генерала Евдокимова в Чечню. Был волонтёром в штабе Отдельного Кавказского корпуса, при пленении Шамиля находился рядом с Барятинским. Горшельт был награждён орденом Святого Станислава 3 степени с мечами. В 1860 году он был признан академиком и членом Императорской академии художеств в Санкт-Петербурге. После пяти лет, проведённых на Кавказе, вернулся на родину.
Картина была написана в 1867 году. В том же году она экспонировалась на всемирной выставке в Париже и завоевала там Большую золотую медаль, а затем была отправлена заказчику в усадьбу Марьино Курской губернии, где уже выставлялась другая картина художника «Пленный Шамиль перед главнокомандующим князем Барятинским 25 августа 1859 года», написанная в 1863 году. Кавказские произведения Горшельта принесли ему европейскую известность. Рисунки Горшельта пользовались большой популярностью в России. Император Александр II приобрел рисунки для своей коллекции. Большинство из них были изданы в фотографических снимках (И. Гоффертом в Санкт-Петербурге).
Картина была создана Горшельтом в Мюнхене. Картина сражения, как и многие его работы, произвели большое впечатление на жителей города. Она была выставлена на всеобщее обозрение. Далее холст был отправлен в Санкт-Петербург, где временно был выставлен в Серебряной зале в Царском Селе, а затем передан в Марьино в фамильный дворец Барятинских.
После революции 1917 года картина была изъята в собственность государства и передана в Курский краеведческий музей. Полотно «Штурм Гуниба» оставалось в Курском музее во время оккупации и сильно пострадало. Было реставрировано советским и российским реставратором Павлом Кориным. В настоящее время находится в прекрасном состоянии.